# Arturo Reyes Montero
Arturo Ernesto Reyes Montero (Santa Marta, 8 de abril de 1969) es un exfutbolista y entrenador colombiano. Actualmente sin club.

## Trayectoria como entrenador

### Academia F.C. y Atlético Bucaramanga
Su debut como entrenador llegaría en la Categoría Primera B dirigiendo al Academia F. C. en reemplazo de Eduardo Oliveros a mediados de 2008. Tras su salida es escogido para dirigir al Atlético Bucaramanga en las últimas cinco fechas del Torneo Finalización 2008 donde el descenso del equipo 'leopardo' era considerado inminente. 
Regresa al año siguiente a dirigir en las categorías inferiores de Academia donde permanece por 3 temporadas.

### Patriotas Boyacá
Fue contratado a mediados de diciembre de 2012 para afrontar el Apertura 2013 donde no logró los resultados esperados dejando al club en la fecha 12.

### Barranquilla FC
Dirige al club desde la primera fecha de Torneo Finalización 2013 de la B hasta la última fecha del Torneo Apertura 2017. En el Finalización 2017 trabajaría como asistente técnico de Julio Comesaña en el Atlético Junior, culminado el campeonato recibe el llamado de la FCF para dirigir la selección nacional sub-20.

### Selección Colombia Sub-20
El 15 de diciembre de 2017 es nombrado por la Federación Colombiana de Fútbol como nuevo técnico en propiedad de la selección de fútbol sub-20 de Colombia, en reemplazo de Carlos 'Piscis' Restrepo. Bajo su mando la selección sub-20 obtuvo la medalla de bronce en los Juegos Suramericanos de 2018, derrotando a su similar de Argentina por 2-0 en el partido por el tercer y cuarto puesto del torneo. El 11 de febrero de 2019 la selección juvenil clasificó al Mundial Sub-20 de Polonia donde llegó hasta cuartos de final perdiendo 1-0 ante Ucrania.

### Selección Colombia sub-21
También quedó a cargo de la selección sub-21 de cara a la participación que tendría en los XXIII Juegos Centroamericanos y del Caribe, el 31 de julio de 2018 el equipo dirigido por Arturo Reyes consiguió la medalla de oro como local, tercera en la historia del seleccionado, tras superar 2-1 a Venezuela en la final de XXIII Juegos Centroamericanos y del Caribe celebrados en Barranquilla.

### Selección Colombia
Tras la salida de Pékerman, la FCF confirmó que Arturo Reyes sería técnico encargado de la selección cafetera, en principio para las fechas de amistosos del mes de septiembre de 2018 para enfrentar a Venezuela ganando 2-1 y contra la Argentina empatando 0-0 en un disputado encuentro de ambos conjuntos. Dirigiría la doble fecha de amistosos del mes de octubre, ganándole a Estados Unidos por 4-2, además de un último triunfo 3-1 sobre Costa Rica en la segunda jornada.

#### Asistente técnico y selección Sub-23
A mediados del 2019 fue encargado de dirigir y preparar a la selección sub-23 para el Torneo Preolímpico 2020, Colombia terminó en la última posición del cuadrangular final con un solo punto producto del empate 1-1 ante Brasil, lo cual imposibilitó la llegada a Tokio 2020. Esta tarea la tuvo al tiempo que compaginaba sus labores como asistente técnico de la mayor.
El 17 de agosto de 2021 presentó su renuncia como entrenador de las selecciones juveniles a la FCF, buscando entablar otro reto profesional.

### Club Junior FC
El 17 de agosto de 2021 fue confirmado como nuevo entrenador del Junior de Barranquilla. Con el equipo tiburón entró a los cuadrangulares semifinales pero no pudo conseguir el título.

### Barranquilla F.C.
El 12 de mayo de 2022 fue anunciado como nuevo entrenador del Barranquilla F.C.

### Regreso al Club Junior FC
El 18 de noviembre de 2022 fue confirmado como nuevo entrenador del Club Junior FC, firmando hasta diciembre de 2023, siendo su segundo ciclo en la institución como técnico. En la Copa Sudamericana 2023, el equipo tiburón perdió 1-0 con Deportes Tolima y fue eliminado en la primera fase de la competencia. En la Liga Betplay 2023 I, Junior cumple una lamentable campaña que le deja en la fecha 8 como colero del torneo.

### Tercera etapa en el Club Junior FC
El 17 de agosto de 2023 se le anuncia nuevamente como entrenador del Club Junior FC. El 13 de diciembre Junior se proclamaría campeón del Torneo Finalización 2023.En la Superliga de Colombia 2024, Junior perdió en el global 2-1 con Millonarios y no pudo conseguir el trofeo.Para el Torneo Apertura 2024 el equipo de Reyes quedó eliminado en los cuadrangulares semifinales, En La Copa Libertadores de 2024 Tuvo una Fase De Grupos Invicta en Donde Clasificó A Los Octavos de Copa Libertadores, En Donde Caería Eliminado Ante Colo Colo Por 3-1 Global.

## Clubes

### Como jugador
| Club                    | País     | Año       |
| ----------------------- | -------- | --------- |
| Atlético Bucaramanga    | Colombia | 1992-1997 |
| Junior                  | Colombia | 1997-1998 |
| Independiente Santa Fe  | Colombia | 1999      |
| Atlético Huila          | Colombia | 2000-2001 |
| Unión Magdalena         | Colombia | 2002      |
| Expreso Rojo            | Colombia | 2003      |
| Centauros Villavicencio | Colombia | 2003      |
| Patriotas Boyacá        | Colombia | 2004      |
| Academia                | Colombia | 2005      |
| Atlético Bucaramanga    | Colombia | 2006      |

### Como asistente
| Club               | País     | Año         | Asistente de        |
| ------------------ | -------- | ----------- | ------------------- |
| Academia Compensar | Colombia | 2009 - 2010 | Jorge 'Chamo' Serna |
| Junior             | Colombia | 2017        | Julio Comesaña      |
| Selección Absoluta | Colombia | 2019 - 2020 | Carlos Queiroz      |

### Como técnico
| Club                   | País     | Año         |
| ---------------------- | -------- | ----------- |
| Atlético Bucaramanga   | Colombia | 2008        |
| Patriotas Boyacá       | Colombia | 2013        |
| Barranquilla F.C.      | Colombia | 2013 - 2017 |
| Selección Sub-20       | Colombia | 2017 - 2021 |
| Selección Sub-21       | Colombia | 2018 - 2021 |
| Selección absoluta (e) | Colombia | 2018        |
| Selección Sub-23       | Colombia | 2019 - 2021 |
| Junior                 | Colombia | 2021        |
| Barranquilla F.C.      | Colombia | 2022        |
| Junior                 | Colombia | 2022 - 2023 |
| Junior                 | Colombia | 2023 - 2024 |
| Sport Boys             | Perú     | 2025        |

## Estadísticas como entrenador

### Clubes
| Equipo                          | Div.         | Temporada    | Liga | Liga | Liga | Liga |    | Copa | Copa | Copa | Copa |   | Internacional | Internacional | Internacional | Internacional |   | Otros | Otros | Otros | Otros |     | Totales     | Totales | Totales | Totales | Totales | Totales | Totales | Totales |
| Equipo                          | Div.         | Temporada    | PD   | G    | E    | P    | PD | G    | E    | P    | PD   | G | E             | P             | PD            | G             | E | P     | PD    | G     | E     | P   | Rendimiento | GF      | GC      | Dif.    |         |         |         |         |
| ------------------------------- | ------------ | ------------ | ---- | ---- | ---- | ---- | -- | ---- | ---- | ---- | ---- | - | ------------- | ------------- | ------------- | ------------- | - | ----- | ----- | ----- | ----- | --- | ----------- | ------- | ------- | ------- | ------- | ------- | ------- | ------- |
| Atlético Bucaramanga · Colombia | 1.ª          | 2008-II      | 5    | 0    | 3    | 2    | -  | -    | -    | -    | -    | - | -             | -             | -             | -             | - | -     | 5     | 0     | 3     | 2   | 20%         | 1       | 8       | -7      |         |         |         |         |
| Atlético Bucaramanga · Colombia | Total        | Total        | 5    | 0    | 3    | 2    | -  | -    | -    | -    | -    | - | -             | -             | -             | -             | - | -     | 5     | 0     | 3     | 2   | 20%         | 1       | 8       | -7      |         |         |         |         |
| Patriotas Boyacá · Colombia     | 1.ª          | 2013-I       | 12   | 0    | 8    | 4    | 6  | 1    | 3    | 2    | -    | - | -             | -             | -             | -             | - | -     | 18    | 1     | 11    | 6   | 25.93%      | 13      | 20      | -7      |         |         |         |         |
| Patriotas Boyacá · Colombia     | Total        | Total        | 12   | 0    | 8    | 4    | 6  | 1    | 3    | 2    | -    | - | -             | -             | -             | -             | - | -     | 18    | 1     | 11    | 6   | 25.93%      | 13      | 20      | -7      |         |         |         |         |
| Barranquilla F.C. · Colombia    | 2.ª          | 2013         | 18   | 4    | 5    | 9    | -  | -    | -    | -    | -    | - | -             | -             | -             | -             | - | -     | 18    | 4     | 5     | 9   | 31.48%      | 24      | 28      | -4      |         |         |         |         |
| Barranquilla F.C. · Colombia    | 2.ª          | 2014         | 36   | 8    | 9    | 19   | 10 | 3    | 4    | 3    | -    | - | -             | -             | -             | -             | - | -     | 46    | 11    | 13    | 22  | 33.33%      | 36      | 63      | -27     |         |         |         |         |
| Barranquilla F.C. · Colombia    | 2.ª          | 2015         | 32   | 7    | 10   | 15   | 6  | 1    | 5    | 0    | -    | - | -             | -             | -             | -             | - | -     | 38    | 8     | 15    | 15  | 34.21%      | 33      | 46      | -13     |         |         |         |         |
| Barranquilla F.C. · Colombia    | 2.ª          | 2016         | 32   | 9    | 8    | 15   | 6  | 0    | 1    | 5    | -    | - | -             | -             | -             | -             | - | -     | 38    | 9     | 9     | 20  | 31.57%      | 35      | 48      | -13     |         |         |         |         |
| Barranquilla F.C. · Colombia    | 2.ª          | 2017         | 16   | 7    | 2    | 7    | 6  | 1    | 3    | 2    | -    | - | -             | -             | -             | -             | - | -     | 22    | 8     | 5     | 9   | 43.94%      | 25      | 26      | -1      |         |         |         |         |
| Junior · Colombia               | 1.ª          | 2021         | 21   | 8    | 10   | 3    | 2  | 1    | 0    | 1    | -    | - | -             | -             | -             | -             | - | -     | 23    | 9     | 10    | 4   | 53.62%      | 35      | 30      | +5      |         |         |         |         |
| Barranquilla F.C. · Colombia    | 2.ª          | 2022         | 22   | 7    | 5    | 10   | -  | -    | -    | -    | -    | - | -             | -             | -             | -             | - | -     | 22    | 7     | 5     | 10  | 39.4%       | 25      | 28      | -3      |         |         |         |         |
| Barranquilla F.C. · Colombia    | Total        | Total        | 156  | 42   | 39   | 75   | 28 | 5    | 13   | 10   | -    | - | -             | -             | -             | -             | - | -     | 184   | 47    | 52    | 85  | 34.96%      | 178     | 239     | -61     |         |         |         |         |
| Junior · Colombia               | 1.ª          | 2022         | 3    | 0    | 0    | 3    | -  | -    | -    | -    | -    | - | -             | -             | -             | -             | - | -     | 3     | 0     | 0     | 3   | 0%          | 2       | 6       | -4      |         |         |         |         |
| Junior · Colombia               | 1.ª          | 2023         | 30   | 14   | 7    | 9    | -  | -    | -    | -    | 1    | 0 | 0             | 1             | -             | -             | - | -     | 31    | 14    | 7     | 10  | 52.69%      | 50      | 32      | +18     |         |         |         |         |
| Junior · Colombia               | 1.ª          | 2024         | 33   | 13   | 10   | 10   | 0  | 0    | 0    | 0    | 8    | 2 | 4             | 2             | 2             | 1             | 0 | 1     | 43    | 16    | 14    | 13  | 48.06%      | 46      | 43      | +3      |         |         |         |         |
| Junior · Colombia               | Total        | Total        | 87   | 35   | 27   | 25   | 2  | 1    | 0    | 1    | 9    | 2 | 4             | 3             | 2             | 1             | 0 | 1     | 100   | 39    | 31    | 30  | 49.33%      | 133     | 111     | +22     |         |         |         |         |
| Sport Boys · Perú               | 1.ª          | 2025         | 10   | 2    | 2    | 6    | -  | -    | -    | -    | -    | - | -             | -             | -             | -             | - | -     | 10    | 2     | 2     | 6   | 26.67%      | 7       | 13      | -6      |         |         |         |         |
| Sport Boys · Perú               | Total        | Total        | 10   | 2    | 2    | 6    | -  | -    | -    | -    | -    | - | -             | -             | -             | -             | - | -     | 10    | 2     | 2     | 6   | 26.67%      | 7       | 13      | -6      |         |         |         |         |
| Total clubes                    | Total clubes | Total clubes | 270  | 79   | 79   | 112  | 36 | 7    | 16   | 13   | 9    | 2 | 4             | 3             | 2             | 1             | 0 | 1     | 317   | 89    | 99    | 129 | 38.49%      | 332     | 391     | -59     |         |         |         |         |
| 1. 2. 3.                        |              |              |      |      |      |      |    |      |      |      |      |   |               |               |               |               |   |       |       |       |       |     |             |         |         |         |         |         |         |         |

### Selecciones
| Selección Sub-20   | 2018            | 5  | 4  | 1 | 0 | 3.° | - | - | - | - | - | - | - | - | -   | 4  | 1  | 2 | 1 | 9  | 5  | 3  | 1  | 66.67% | 11 | 6  | +5  |
| Selección Sub-20   | 2019            | -  | -  | - | - | -   | 9 | 3 | 3 | 3 | 5 | 2 | 1 | 2 | 7.° | 5  | 4  | 1 | 0 | 19 | 9  | 5  | 5  | 56.14% | 24 | 11 | +13 |
| Selección Sub-20   | 2020            | -  | -  | - | - | -   | - | - | - | - | - | - | - | - | -   | 2  | 1  | 0 | 1 | 2  | 1  | 0  | 1  | 50%    | 6  | 3  | +3  |
| Selección Sub-20   | Total           | 5  | 4  | 1 | 0 | -   | 9 | 3 | 3 | 3 | 5 | 2 | 1 | 2 | -   | 11 | 6  | 3 | 2 | 30 | 15 | 8  | 7  | 58.89% | 41 | 20 | +21 |
| Selección Sub-21   | 2018            | 5  | 4  | 1 | 0 | 1.° | - | - | - | - | - | - | - | - | -   | -  | -  | - | - | 5  | 4  | 1  | 0  | 86.67% | 12 | 4  | +8  |
| Selección Sub-21   | Total           | 5  | 4  | 1 | 0 | -   | - | - | - | - | - | - | - | - | -   | -  | -  | - | - | 5  | 4  | 1  | 0  | 86.67% | 12 | 4  | +8  |
| Selección Sub-23   | 2019            | -  | -  | - | - | -   | - | - | - | - | - | - | - | - | -   | 7  | 2  | 1 | 4 | 7  | 2  | 1  | 4  | 33.33% | 9  | 11 | -2  |
| Selección Sub-23   | 2020            | 7  | 2  | 2 | 3 | 4.° | - | - | - | - | - | - | - | - | -   | 1  | 0  | 0 | 1 | 8  | 2  | 2  | 4  | 33.33% | 10 | 10 | 0   |
| Selección Sub-23   | Total           | 7  | 2  | 2 | 3 | -   | - | - | - | - | - | - | - | - | -   | 8  | 2  | 1 | 5 | 15 | 4  | 3  | 8  | 33.34% | 19 | 21 | -2  |
| Selección Absoluta | 2018            | -  | -  | - | - | -   | - | - | - | - | - | - | - | - | -   | 4  | 3  | 1 | 0 | 4  | 3  | 1  | 0  | 83.33% | 9  | 4  | +5  |
| Selección Absoluta | Total           | -  | -  | - | - | -   | - | - | - | - | - | - | - | - | -   | 4  | 3  | 1 | 0 | 4  | 3  | 1  | 0  | 83.33% | 9  | 4  | +5  |
| Total Selección    | Total Selección | 17 | 10 | 4 | 3 | -   | 9 | 3 | 3 | 3 | 5 | 2 | 1 | 2 | -   | 23 | 11 | 5 | 7 | 54 | 26 | 13 | 15 | 56.17% | 81 | 49 | +32 |

### Resumen por competencias
| Competición                              | PJ  | PG  | PE  | PP  | Ganados % | Mejor Resultado   |
| ---------------------------------------- | --- | --- | --- | --- | --------- | ----------------- |
| Segunda División de Colombia             | 156 | 42  | 39  | 75  | 35.25%    | Semifinales       |
| Primera División de Colombia             | 104 | 35  | 38  | 31  | 45.83%    | Campeón           |
| Copa Colombia                            | 36  | 7   | 16  | 13  | 34.25%    | Octavos de final  |
| Superliga de Colombia                    | 2   | 1   | 0   | 1   | 50%       | Subcampeón        |
| Primera División del Perú                | 10  | 2   | 2   | 6   | 26.67%    | 13.º lugar        |
| Copa Libertadores                        | 8   | 2   | 4   | 2   | 41.67%    | Octavos de final  |
| Copa Sudamericana                        | 1   | 0   | 0   | 1   | 0%        | Fase preliminar   |
| Juegos Odesur                            | 5   | 4   | 1   | 0   | 86.67%    | Medalla de Bronce |
| Juegos Centroamericanos y del Caribe     | 5   | 4   | 1   | 0   | 86.67%    | Medalla de Oro    |
| Campeonato Sudamericano de Fútbol Sub-20 | 9   | 3   | 3   | 3   | 44.44%    | Cuarto puesto     |
| Copa Mundial de Fútbol Sub-20            | 5   | 2   | 1   | 2   | 46.67%    | Séptimo puesto    |
| Torneo Preolímpico Sudamericano Sub-23   | 7   | 2   | 2   | 3   | 38.09%    | Cuarto puesto     |
| Amistosos                                | 23  | 11  | 5   | 7   | 55.08%    | +11 PG            |
| Total                                    | 371 | 115 | 112 | 144 | 41.06%    | 2 Títulos         |

### Resumen Estadístico
| Atlético Bucaramanga · Colombia     | 22 de octubre de 2008   | 16 de noviembre de 2008 | 5   | 0   | 3   | 2   | 20%    | 1   | 8   | -7  |
| Patriotas Boyacá · Colombia         | 30 de noviembre de 2012 | 25 de abril de 2013     | 18  | 1   | 11  | 6   | 25.93% | 13  | 20  | -7  |
| Barranquilla Fútbol Club · Colombia | 13 de junio de 2013     | 13 de mayo de 2017      | 162 | 40  | 47  | 75  | 34.36% | 153 | 211 | -58 |
| Selección Sub-20 · Colombia         | 15 de diciembre de 2017 | 17 de agosto de 2021    | 30  | 15  | 8   | 7   | 58.89% | 41  | 20  | +21 |
| Selección Sub-21 · Colombia         | 15 de diciembre de 2017 | 17 de agosto de 2021    | 5   | 4   | 1   | 0   | 86.67% | 12  | 4   | +8  |
| Selección Sub-23 · Colombia         | 1 de julio de 2019      | 17 de agosto de 2021    | 15  | 4   | 3   | 8   | 33.34% | 19  | 21  | -2  |
| Selección Absoluta (e) · Colombia   | 24 de agosto de 2018    | 1 de diciembre de 2018  | 4   | 3   | 1   | 0   | 83.33% | 9   | 4   | +5  |
| Junior · Colombia                   | 17 de agosto de 2021    | 16 de diciembre de 2021 | 23  | 9   | 10  | 4   | 53.62% | 35  | 30  | +5  |
| Barranquilla Fútbol Club · Colombia | 12 de mayo de 2022      | 18 de noviembre de 2022 | 22  | 7   | 5   | 10  | 39.4%  | 25  | 28  | -3  |
| Barranquilla Fútbol Club · Colombia | Total Barranquilla      | Total Barranquilla      | 184 | 47  | 52  | 85  | 34.96% | 178 | 239 | -61 |
| Junior · Colombia                   | 18 de noviembre de 2022 | 14 de marzo de 2023     | 11  | 1   | 3   | 7   | 18.18% | 6   | 13  | -7  |
| Junior · Colombia                   | 17 de agosto de 2023    | 2 de septiembre de 2024 | 66  | 29  | 18  | 19  | 53.03% | 92  | 68  | +24 |
| Junior · Colombia                   | Total Junior            | Total Junior            | 100 | 39  | 31  | 30  | 49.33% | 133 | 111 | +22 |
| Sport Boys · Perú                   | 25 de mayo de 2025      | 11 de agosto de 2025    | 10  | 2   | 2   | 6   | 26.67% | 7   | 13  | -6  |
| Consolidado Total                   | Consolidado Total       | Consolidado Total       | 371 | 115 | 112 | 144 | 41.06% | 413 | 440 | -27 |

## Palmarés

### Campeonatos locales
| Título                      | Equipo        | Sede     | Año  |
| --------------------------- | ------------- | -------- | ---- |
| Copa Élite Ciudad de Bogotá | Academia F.C. | Bogotá   | 2010 |
| Torneo Finalización         | Junior        | Colombia | 2023 |

### Campeonatos internacionales
| Título              | Equipo                    | Sede         | Año  |
| ------------------- | ------------------------- | ------------ | ---- |
| en Suramericanos    | Selección Colombia Sub-20 | Cochabamba   | 2018 |
| en Centroamericanos | Selección Colombia Sub-21 | Barranquilla | 2018 |

### Campeonatos internacionales amistosos
| Título             | Equipo                    | Sede      | Año  |
| ------------------ | ------------------------- | --------- | ---- |
| Copa Desafío kirin | Selección Colombia Sub-23 | Hiroshima | 2019 |

### Como Asistente técnico
| Título        | Equipo | País     | Año  |
| ------------- | ------ | -------- | ---- |
| Copa Colombia | Junior | Colombia | 2017 |